# 瓦薩滑雪節

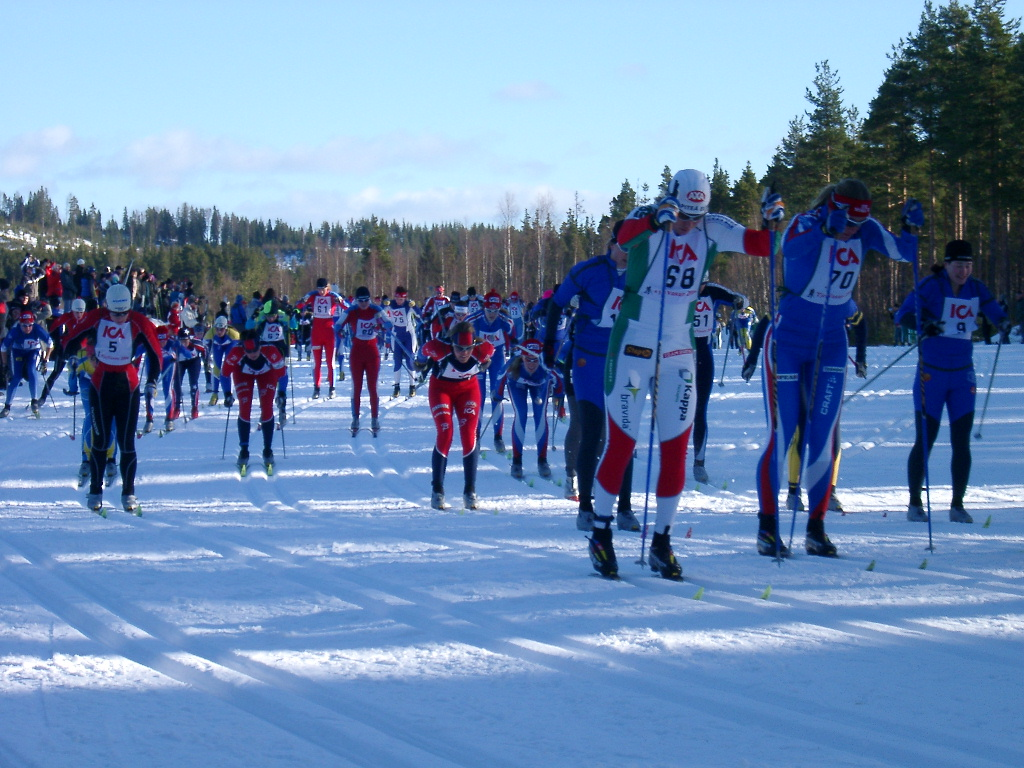
從2006年開始舉辦的女子瓦薩國際越野滑雪

瓦薩滑雪節又譯瓦薩國際越野滑雪，為瑞典的年度賽事，於每年3月的第一個星期日舉辦，因為和瑞典獨立運動的歷史相關，又被稱為瑞典的第二個國慶日（瑞典國慶日為每年的6月6日）。

## 歷史

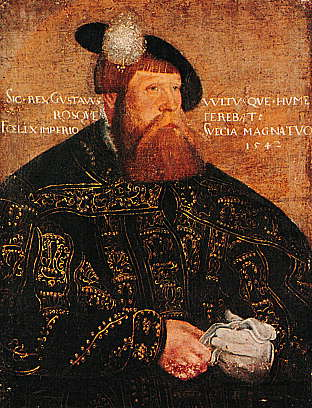
被推舉為瑞典國王的古斯塔夫·瓦薩

16世紀初期，瑞典當時尚未自瑞典與丹麥的國家聯盟政體獨立出來，鼓吹瑞典國家獨立來反抗丹麥的統治壓迫的古斯塔夫·瓦薩，逃到穆拉，並鼓動達拉納人來推翻丹麥國王未果，乃滑雪欲至挪威。然而因為丹麥在斯德哥爾摩屠殺瑞典人的消息傳到了穆拉，達拉納人決定要反抗丹麥，於是派出兩個滑雪運動員拉爾斯和安吉爾布萊克特去追古斯塔夫瓦薩回來，順利在薩倫附近追上了瓦薩，並說服他回到穆拉來反抗丹麥統治。經過兩年半的戰爭，瑞典取得獨立後，古斯塔夫瓦薩被推舉為瑞典國王。
1922年2月10日為了記念瓦薩，創立全程90公里的滑雪比賽Vasaloppet（意思是「國王瓦薩的比賽」），滑行路線按瓦薩等民族英雄往來穆拉和薩倫兩地的路徑規劃。第一屆瓦薩越野滑雪賽參與的滑雪選手共有136位。

## 國際姐妹賽事
中國的瓦薩滑雪節於2003年長春市開始舉辦。
日本北海道的旭川也會舉辦「日本瓦薩國際滑雪節」

## 其他條目
- 瑞典-挪威聯合解體
- 分離主義
- 民族自決